# بيز لاغالب
بيز لاغالب (بالإنجليزية: Piz Lagalb)‏ هو أحد جبال سلسلة جبال الألب ليفينغو ويقع في كانتون غراوبوندن في سويسرا. يحتل المرتبة رقم 225 في قائمة جبال سويسرا من حيث الارتفاع، إذ يبلغ ارتفاعه حوالي 2959 متر، بينما يبلغ ارتفاع نتوء الجبل 524 متر.